# おおきく振りかぶって
『おおきく振りかぶって』（おおきくふりかぶって）は、ひぐちアサによる日本の漫画、及びそれを原作としたテレビアニメ作品、ゲーム作品。『月刊アフタヌーン』（講談社）にて2003年11月号より連載中。テレビアニメは2007年4月よりTBS・毎日放送ほかで放送された。また、2010年4月から6月まで第2期が放送された。

## 概要
野球漫画に革命をもたらしたと評される作品である。スポーツマンガであるが「スポ根」要素は全くない。主人公の投手が「弱気で卑屈な性格」という、野球漫画として異例の性格造形となっている。従来のスポーツマンガにはない繊細な心理描写や日常の細やかな描写が高く評価され、多くの賞を受賞した。2006年、第10回手塚治虫文化賞「新生賞」受賞。審査員からは、新入生ばかり10人の無名の野球部が甲子園を目指すという王道を受け継ぐ筋書きながら、斬新な表現方法により「全く新しいタイプの野球漫画」「描き尽くされたと思われていた野球漫画に新風を吹き込んだ」などと評価された。精神科医の斎藤環は、本作の画期性は「心理主義的描写などではなく、スポーツ漫画にはじめて『関係主義』を全面的に導入したという点に集約されるのではないだろうか」と評している。
2007年、第31回講談社漫画賞一般部門受賞。文化庁メディア芸術祭10周年記念企画「日本のメディア芸術100選」マンガ部門に選出。2010年6月30日に県営大宮球場で開催される埼玉西武ライオンズ vs 北海道日本ハムファイターズの冠ゲームのスポンサーに、この作品が選ばれた。
2010年12月25日発売の『月刊アフタヌーン』2月号にて、作者が1年間ほどの休載をすることが発表された。理由は編集部によれば「充電などのため」とのことであり、構想などは引き続き練るということであった。休載期間中は、1ページ完結のショートストーリー『ちいさく振りかぶって』を不定期連載していた。
その後、2011年の11月発売の『月刊アフタヌーン』1月号より約1年ぶりに連載を再開した。休載理由は作者の産休のためだったとのこと。また、2016年11月号（9月25日発売）より2017年9月号（7月25日発売）までの期間も、第2子出産のため休載している。
ストーリーは、一球ごとの細かな読み合いによる心理戦が展開されているのが特徴。主要な試合では途中のイニングを飛ばして描写されることもなく、ほぼすべての打席の結果が分かる。また配球も詳しく描かれている。しかし、そういった描写が細かい分、一試合を単行本数冊以上のページ数を使って描いており、ストーリーのテンポは極めて遅い。単行本のおまけにはルール解説や高校野球に関するエピソードなども含まれている。
舞台となっている埼玉県立西浦高校は、作者ひぐちアサの母校である埼玉県立浦和西高等学校がモデルとなっている。それゆえ作中に登場する校舎や駅や球場の描写は、ほぼ現実のものに基づいている。軟式野球部から硬式野球部に変わったことや、グラウンドの風景なども実物にかなり忠実に再現されている。作者自身も頻繁に母校の野球部を訪れ、練習の風景などを長期取材している。
略称の「おお振り」は「おおぶり」と読み間違われることが多いが、正しくは「おおふり」である。
2023年11月時点で電子版を含めた累計発行部数は1800万部を突破している。

## あらすじ
埼玉県の公立高校・西浦高校へと進学した三橋 廉（みはし れん）は中学時代、祖父の経営する群馬県の三星学園野球部でエース投手だったが、チームメイトからは「『ヒイキ』でエースをやらせてもらっている」と疎まれ続け、極端に自虐的な暗い性格になってしまう。三橋が隣県の西浦高校へと進学したのは、その暗い思い出を拭うためだった。
西浦高校には、発足したての野球部（正確には軟式野球部が硬式野球部になった）があり、部員は新入生ばかり10人。しかも監督は、若い女性という部活だった。部員不足の野球部で、はからずも三橋はまたもエースを任せられてしまう。
三橋とバッテリーを組む、リードの得意な捕手・阿部 隆也（あべ たかや）は、三橋の独特の球筋と尋常でない制球力に気づき、当初は三橋を自分の言いなりに投げさせればいいと考える。しかし野球部の初試合となった因縁の三星学園との練習試合をきっかけに、阿部やチームメイトは本当のエースとしての三橋の成長を望むようになっていく。
初陣となった夏の大会では、初戦の二回戦で前年度優勝の桐青と対戦し、チーム全員で幾度となく訪れるピンチを耐えしのぎ、好投手・高瀬からワンチャンスをものにして見事5対4で勝利した。その後も、三回戦・崎玉戦を8対0の七回コールド、四回戦・港南戦も6対3で勝利し、混戦の埼玉大会でベスト16に進出する。しかし、五回戦・美丞大狭山戦では、攻守両面において徹底したスカウティングを受けて苦戦。中盤以降は三橋や田島を中心に立て直すも、阿部の負傷退場もあって結局11対6で敗戦した。
チーム最初の夏の大会終了後、「甲子園優勝」をチームの目標とし、夏の合宿・関西遠征を経て少しずつ成長し、新人戦優勝。夏の大会で負傷した阿部も復帰し、選抜を目指す秋季大会地区予選初戦・剛腕サウスポー榛名元希率いる武蔵野第一と対戦。接戦の末、花井の本塁打と相手守備の乱れからサヨナラ勝ちを収めた。2回戦、3回戦も突破して県大会に出場し、千朶高校と対戦。中盤までリードを奪うが、最後は相手の猛打と強力な投手陣に屈し、7回コールド負けを喫した。

## 登場人物
三橋 廉（）
声 - 代永翼
主人公。球速は遅いものの、“まっすぐ”と4つの変化球を、“9分割”したストライクゾーンへ投げることが可能な驚異的なコントロールを誇る。投球指導を受けていないが故に身に付いた“まっすぐ”は綺麗なバックスピンのかかっていない不規則な回転で、一見直球だが、打者の予想より落ちてこず浮いているように感じる癖球である。
阿部 隆也（）
声 - 中村悠一
データを基にしたリードをする頭脳派捕手。観察眼に優れ、全配球・打たれた球種・アウトにした球種を記憶する。グラウンド外でもゲームプランを考え、試合中は相手チームの隙や弱点を徹底的に突く狡猾な面を見せる。
百枝 まりあ（）
声 - 早水リサ
西浦高校野球部監督。あだ名は「モモカン」。西浦の卒業生で、卒業後は看護師の学校を出ている。教員免許は所持していない。選手達のやる気を引き出す力、指導力・統率力に優れ、硬軟織り交ぜた言動には有無を言わさぬ説得力がある。

## 基本のキホン!
『基本のキホン!』（きほんのキホン）は、『月刊アフタヌーン』2003年6月号に掲載された読み切り作品で、単行本3巻に収録されている。
舞台は主人公たちが西浦高校に入学する前年度の武蔵野第一高校で、主人公は加具山である。
投手として伸び悩んでいた加具山の葛藤、榛名の怪我についてなど、本編では詳しく述べられていないエピソードが描かれる。
雑誌掲載時の校名は「西浦高校（ロゴはUN）」とされていたが、単行本収録時に武蔵野第一高校に修正された。
DVD第9巻（最終巻）に特別編「基本のキホン」として収録され、その後2008年4月にBS-iでTV放送され、同年5月にanimaxで、8月にMBSでも放送された。

## 書誌情報
- ひぐちアサ『おおきく振りかぶって』講談社〈アフタヌーンKC〉、既刊38巻（2025年6月23日現在）
  1. 2004年3月23日発行、ISBN 4-06-314342-2
  2. 2004年8月23日発行、ISBN 4-06-314353-8
  3. 2005年1月21日発行、ISBN 4-06-314368-6
  4. 2005年7月22日発行、ISBN 4-06-314384-8
  5. 2005年11月22日発行、ISBN 4-06-314393-7
  6. 2006年3月23日発行、ISBN 4-06-314408-9
  7. 2007年1月23日発行、ISBN 978-4-06-314437-6
  8. 2007年5月23日発行、ISBN 978-4-06-314451-2
  9. 2007年12月21日発行、ISBN 978-4-06-314482-6
  10. 2008年5月23日発行、ISBN 978-4-06-314504-5
  11. 2008年10月23日発行、ISBN 978-4-06-314525-0
  12. 2009年6月23日発行、ISBN 978-4-06-314570-0
  13. 2009年12月22日初行、ISBN 978-4-06-310605-3
  14. 2010年4月23日発行、ISBN 978-4-06-310666-4
  15. 2010年6月23日発行、ISBN 978-4-06-310670-1
  16. 2011年3月23日発行、ISBN 978-4-06-310735-7
  17. 2011年9月23日発行、ISBN 978-4-06-310776-0
  18. 2011年11月22日発行、ISBN 978-4-06-310785-2
  19. 2012年6月22日発行、ISBN 978-4-06-387825-7
  20. 2012年10月23日発行、ISBN 978-4-06-387845-5
  21. 2013年4月23日発行、ISBN 978-4-06-387881-3
  22. 2013年11月22日発行、ISBN 978-4-06-387936-0
  23. 2014年6月23日発行、ISBN 978-4-06-387976-6
  24. 2014年12月22日発行、ISBN 978-4-06-388020-5
  25. 2015年8月21日発行、ISBN 978-4-06-388074-8
  26. 2015年12月22日発行、ISBN 978-4-06-388103-5
  27. 2016年7月22日発行、ISBN 978-4-06-388154-7
  28. 2017年9月22日発行、ISBN 978-4-06-388287-2
  29. 2018年3月23日発行、ISBN 978-4-06-511125-3
  30. 2018年11月22日発行、ISBN 978-4-06-513408-5
  31. 2019年7月23日発行、ISBN 978-4-06-516362-7
  32. 2019年11月22日発行、ISBN 978-4-06-517510-1
  33. 2020年7月20日発行、ISBN 978-4-06-520226-5
  34. 2020年12月23日発行、ISBN 978-4-06-521647-7
  35. 2021年7月21日発行、ISBN 978-4-06-524048-9
  36. 2022年12月22日発行、ISBN 978-4-06-527104-9
  37. 2024年11月21日発行、ISBN 978-4-06-537301-9
  38. 2025年6月23日発行、ISBN 978-4-06-538955-3

## テレビアニメ
第1期は2007年4月より9月までTBS・MBSの共同製作で放送。原作の単行本8巻までのストーリーを描いている。
MBSでは土曜17:30枠で、北陸放送 (MRO) では2008年7月から8月の午前中に日替わりで放送。
16:9サイズで製作されているが、本放送にて16:9サイズで放送したのはBS-iのみで、地上波各局およびアニマックスでは4:3サイズに左右カットされての放送だった。また、2009年10月から2010年3月まで、TBSとMBSでは地上波デジタル放送にて16：9サイズによる再放送を実施した（但し、地上波アナログ放送ではSD画質4:3サイズでの放送）。
公式ブログ「おお振りへの道」の第31回によると、効果音は実際に高校球児が練習を行なっている時の音を使用しているという。浦和西高校の野球部を訪ねて、バットの芯に当たった音やチップの音、プロテクターにわざとボールを当てて録音した。実録の効果音が使われ始めたのは、三星との練習試合の途中から。
前述のようにDVD最終巻にはテレビ未放送の特別編「基本のキホン」が収録され、それに伴い25話にテレビ放送時にはなかった次回予告が追加された（後にBS-iおよびMBS『アニメシャワー』枠でも放送された）。
浦和西高校の2008年度版学校案内の表紙に正門風景を再現したアニメ版のカットが起用され、受験生のみならず部外者からも問い合わせが来るなど、同校のPRに一役買った。
2010年4月から6月まで第2期『おおきく振りかぶって〜夏の大会編〜』がTBS・MBSともに放送された。MBSは今回から木曜深夜枠で放送されることになった。なお、第2期は地上波でも16:9サイズでの放送となっている。
第1期と同じくDVD・BD最終巻にはテレビ未放送の第12.5話「目標」が収録された。

### スタッフ
- 原作 - ひぐちアサ 「おおきく振りかぶって」（講談社『月刊アフタヌーン』連載）[10]
- 監督 - 水島努[10]
- シリーズ構成 - 黒田洋介[10]
- キャラクターデザイン - 吉田隆彦[10]
- 総作画監督 - 高田晃[10]、吉田隆彦[10]、谷口淳一郎（第2期）[10]
- アクション作画監督 - 谷口淳一郎[10]、満仲勧（第2期）[10]
- 小物デザイン - 鈴木卓也
- 美術監督 - 渋谷幸弘
- 色彩設計 - 佐藤美由紀→中島和子（第2期）
- 撮影監督 - 老平英→廣岡岳（第2期）
- 編集 - 西山茂
- 音楽 - 浜口史郎[10]
- 音響監督 - 菊田浩巳[10]
- 取材協力 - 埼玉県立浦和西高等学校 硬式野球部
- 応援歌演奏 - 法政大学第二高等学校 吹奏楽部
- プロデューサー - 大山良、落越友則、田中豪、針生雅行、金庭こず恵、丸山博雄
- アニメーションプロデューサー - 岩田幹宏
- アニメーション制作 - A-1 Pictures[10]
- 製作 - おお振り製作委員会[10]（アニプレックス・A-1 Pictures・TBS・講談社・ムービック・MBS）

### 主題歌
第1期
オープニングテーマ
Base Ball Bear「ドラマチック」（東芝EMI）
作詞・作曲 - 小出祐介 / 編曲 - Base Ball Bear
第1話 - 第13話で使用。
いきものがかり「青春ライン」（EPICレコードジャパン）
作詞・作曲 - 水野良樹 / 編曲 - 江口亮
第14話 - 第25話・特別編で使用。

エンディングテーマ
高田梢枝「メダカが見た虹」（SMEレコーズ）
作詞・作曲 - 高田梢枝 / 編曲 - TOMI YO
第1話 - 第13話で使用。
SunSet Swish「ありがとう」（SMEレコーズ）
作詞・作曲 - 石田順三 / 編曲 - 鈴木Daichi秀行
第14話 - 第25話・特別編で使用。

第2期
オープニングテーマ
Galileo Galilei「夏空」（SMEレコーズ）
作詞・作曲 - 尾崎雄貴 / 編曲 - Galileo Galilei

エンディングテーマ
チュール「思想電車」（Ki/oon Music）
作詞- 酒井由里絵 / 作曲 - 酒井由里絵、重松謙太 / 編曲 - チュール

### 各話リスト
| 話数     | サブタイトル       | 脚本              | 絵コンテ   | 演出       | 作画監督                                                    | 放送日         | 原作収録          | DVD収録 |       |       |       |       |       |       |       |       |       |       |       |       |       |       |       |       |
| 第1期    | 第1期              | 第1期             | 第1期      | 第1期      | 第1期                                                       | 第1期          | 第1期             | 第1期   | 第1期 | 第1期 | 第1期 | 第1期 | 第1期 | 第1期 | 第1期 | 第1期 | 第1期 | 第1期 | 第1期 | 第1期 | 第1期 | 第1期 | 第1期 | 第1期 |
| -------- | ------------------ | ----------------- | ---------- | ---------- | ----------------------------------------------------------- | -------------- | ----------------- | ------- | ----- | ----- | ----- | ----- | ----- | ----- | ----- | ----- | ----- | ----- | ----- | ----- | ----- | ----- | ----- | ----- |
| 第1話    | ホントのエース     | 黒田洋介          | 水島努     | 水島努     | 植田実                                                      | 2007年 4月13日 | Vol.1             | 第1巻   |       |       |       |       |       |       |       |       |       |       |       |       |       |       |       |       |
| 第2話    | キャッチャーの役割 | 黒田洋介          | 増田敏彦   | 畑博之     | 高田晃                                                      | 4月20日        | Vol.1             | 第1巻   |       |       |       |       |       |       |       |       |       |       |       |       |       |       |       |       |
| 第3話    | 練習試合           | 滝晃一            | 山本靖貴   | 山本靖貴   | 菱沼祐樹、米澤優                                            | 4月27日        | Vol.1             | 第2巻   |       |       |       |       |       |       |       |       |       |       |       |       |       |       |       |       |
| 第4話    | プレイ             | 沢村塁            | 深海曜     | 白石道太   | 野田康行                                                    | 5月4日         | Vol.1             | 第2巻   |       |       |       |       |       |       |       |       |       |       |       |       |       |       |       |       |
| 第5話    | 手を抜くな         | ヤスカワ正吾      | 松本淳     | 松本淳     | 古瀬真弓                                                    | 5月11日        | Vol.2             | 第2巻   |       |       |       |       |       |       |       |       |       |       |       |       |       |       |       |       |
| 第6話    | 投手の条件         | 兵頭一歩          | 爽田夏央   | 爽田夏央   | 井嶋けい子                                                  | 5月18日        | Vol.2             | 第3巻   |       |       |       |       |       |       |       |       |       |       |       |       |       |       |       |       |
| 第7話    | 野球したい         | 白根秀樹          | 岩崎太郎   | 岩崎太郎   | 河野稔                                                      | 5月25日        | Vol.2             | 第3巻   |       |       |       |       |       |       |       |       |       |       |       |       |       |       |       |       |
| 第8話    | スゴイ投手?        | 井出安軌 黒田洋介 | 畑博之     | 畑博之     | 村上勉                                                      | 6月1日         | Vol.2・3          | 第3巻   |       |       |       |       |       |       |       |       |       |       |       |       |       |       |       |       |
| 第9話    | 過去               | ヤスカワ正吾      | 山本靖貴   | 山本靖貴   | 加藤真人                                                    | 6月8日         | Vol.3             | 第4巻   |       |       |       |       |       |       |       |       |       |       |       |       |       |       |       |       |
| 第10話   | ちゃくちゃくと     | 横手美智子        | 奥田誠治   | 土屋日     | 三浦洋祐                                                    | 6月15日        | Vol.3・4          | 第4巻   |       |       |       |       |       |       |       |       |       |       |       |       |       |       |       |       |
| 第11話   | 夏がはじまる       | 兵頭一歩          | 池添隆博   | 池添隆博   | 永作友克                                                    | 6月22日        | Vol.4             | 第4巻   |       |       |       |       |       |       |       |       |       |       |       |       |       |       |       |       |
| 第12話   | 応援団             | 沢村塁            | 篠原俊哉   | 池畠博史   | 杉山東夜美                                                  | 6月29日        | Vol.4             | 第5巻   |       |       |       |       |       |       |       |       |       |       |       |       |       |       |       |       |
| 第13話   | 夏大開始           | 滝晃一            | 西本由紀夫 | 木村真一郎 | 加納綾                                                      | 7月6日         | Vol.4             | 第5巻   |       |       |       |       |       |       |       |       |       |       |       |       |       |       |       |       |
| 第14話   | 挑め!              | 白根秀樹          | 深海曜     | 岩崎太郎   | いずみひろよ                                                | 7月13日        | Vol.5             | 第5巻   |       |       |       |       |       |       |       |       |       |       |       |       |       |       |       |       |
| 第15話   | 先取点             | 兵頭一歩          | 雲井一夢   | 小野勝巳   | 松林唯人、佐藤一郎、谷口淳一郎                              | 7月20日        | Vol.5             | 第6巻   |       |       |       |       |       |       |       |       |       |       |       |       |       |       |       |       |
| 第16話   | あなどるな         | 白根秀樹          | 爽田夏央   | 爽田夏央   | 林勇雄、大谷美里                                            | 7月27日        | Vol.5・6          | 第6巻   |       |       |       |       |       |       |       |       |       |       |       |       |       |       |       |       |
| 第17話   | サードランナー     | ヤスカワ正吾      | 山本靖貴   | 山本靖貴   | 米澤優                                                      | 8月3日         | Vol.6             | 第6巻   |       |       |       |       |       |       |       |       |       |       |       |       |       |       |       |       |
| 第18話   | 追加点             | 沢村塁            | 前島健     | 所俊克     | 加納綾                                                      | 8月10日        | Vol.6             | 第7巻   |       |       |       |       |       |       |       |       |       |       |       |       |       |       |       |       |
| 第19話   | 桐青の実力         | 滝晃一            | 池添隆博   | 又野弘道   | 永作友克                                                    | 8月17日        | Vol.6             | 第7巻   |       |       |       |       |       |       |       |       |       |       |       |       |       |       |       |       |
| 第20話   | 逆転               | 滝晃一            | 爽田夏央   | 下司泰弘   | 河野真貴                                                    | 8月24日        | Vol.6・7          | 第7巻   |       |       |       |       |       |       |       |       |       |       |       |       |       |       |       |       |
| 第21話   | もう一点           | 兵頭一歩          | 岩崎太郎   | 岩崎太郎   | いずみひろよ、高橋瑞香                                      | 8月31日        | Vol.7             | 第8巻   |       |       |       |       |       |       |       |       |       |       |       |       |       |       |       |       |
| 第22話   | 防げ!              | 沢村塁            | 池田成     | 堀敦史     | 谷口淳一郎、米澤優、野田康行 中山由美、山崎輝彦、杉山東夜美 | 9月7日         | Vol.7             | 第8巻   |       |       |       |       |       |       |       |       |       |       |       |       |       |       |       |       |
| 第23話   | ゲンミツに         | 水島努            | 西本由紀夫 | 西本由紀夫 | 高田晃                                                      | 9月14日        | Vol.8             | 第8巻   |       |       |       |       |       |       |       |       |       |       |       |       |       |       |       |       |
| 第24話   | 決着               | 黒田洋介          | 水島努     | 水島努     | 吉田隆彦                                                    | 9月21日        | Vol.8             | 第9巻   |       |       |       |       |       |       |       |       |       |       |       |       |       |       |       |       |
| 第25話   | ひとつ勝って       | 爽田夏央          | 爽田夏央   | 爽田夏央   | 加納綾                                                      | 9月28日        | Vol.8             | 第9巻   |       |       |       |       |       |       |       |       |       |       |       |       |       |       |       |       |
| 特別編   | 基本のキホン       | ヤスカワ正吾      | 山本靖貴   | 山本靖貴   | 加藤真人                                                    | 8月19日        | Vol.3 （p.169〜） | 第9巻   |       |       |       |       |       |       |       |       |       |       |       |       |       |       |       |       |
| 第2期    |                    |                   |            |            |                                                             |                |                   |         |       |       |       |       |       |       |       |       |       |       |       |       |       |       |       |       |
| 第1話    | 次は?              | 黒田洋介          | 水島努     | 水島努     | 髙田晃、吉田隆彦                                            | 4月2日         | Vol.9             | 第1巻   |       |       |       |       |       |       |       |       |       |       |       |       |       |       |       |       |
| 第2話    | 崎玉               | 水島努            | 爽田夏央   | 爽田夏央   | 小松麻美                                                    | 4月9日         | Vol.9             | 第1巻   |       |       |       |       |       |       |       |       |       |       |       |       |       |       |       |       |
| 第3話    | 3回戦              | 満仲勧            | 満仲勧     | 満仲勧     | 小泉初栄                                                    | 4月16日        | Vol.9・10         | 第2巻   |       |       |       |       |       |       |       |       |       |       |       |       |       |       |       |       |
| 第4話    | 野球シンドイ       | 爽田夏央          | 大野和寿   | 大野和寿   | 中野彰子                                                    | 4月23日        | Vol.10            | 第2巻   |       |       |       |       |       |       |       |       |       |       |       |       |       |       |       |       |
| 第5話    | 野球やりたい       | 山本靖貴          | 山本靖貴   | 山本靖貴   | 米澤優                                                      | 4月30日        | Vol.10            | 第3巻   |       |       |       |       |       |       |       |       |       |       |       |       |       |       |       |       |
| 第6話    | 大事               | 水島努            | 大原実     | 岩崎太郎   | 泉広代                                                      | 5月7日         | Vol.11            | 第3巻   |       |       |       |       |       |       |       |       |       |       |       |       |       |       |       |       |
| 第7話    | ゆるやかな変化     | 爽田夏央          | 山本靖貴   | 爽田夏央   | 小松麻美、川島尚                                            | 5月14日        | Vol.11            | 第4巻   |       |       |       |       |       |       |       |       |       |       |       |       |       |       |       |       |
| 第8話    | 5回戦              | 黒田洋介          | 山本靖貴   | 山本靖貴   | 小田嶋瞳                                                    | 5月21日        | Vol.11・12        | 第4巻   |       |       |       |       |       |       |       |       |       |       |       |       |       |       |       |       |
| 第9話    | 研究されてる       | 黒田洋介          | 大野和寿   | 大野和寿   | 高橋瑞香、大谷美里、辻美也子                                | 5月28日        | Vol.12・13        | 第5巻   |       |       |       |       |       |       |       |       |       |       |       |       |       |       |       |       |
| 第10話   | 5回裏、2対5        | 黒田洋介          | 大原実     | 岩崎太郎   | 藤岡真紀                                                    | 6月4日         | Vol.13            | 第5巻   |       |       |       |       |       |       |       |       |       |       |       |       |       |       |       |       |
| 第11話   | エースだから       | 黒田洋介          | 畑博之     | 畑博之     | 野田康行、川島尚、新島敏史                                  | 6月11日        | Vol.13・14        | 第6巻   |       |       |       |       |       |       |       |       |       |       |       |       |       |       |       |       |
| 第12話   | 9回                | 黒田洋介          | 水島努     | 水島努     | 小木曽伸吾、新垣一成、小田嶋瞳                              | 6月18日        | Vol.14            | 第6巻   |       |       |       |       |       |       |       |       |       |       |       |       |       |       |       |       |
| 第12.5話 | 目標               | 黒田洋介          | 山本靖貴   | 山本靖貴   | 小田嶋瞳、小島初栄                                          | 12月23日       | Vol.14・15        | 第7巻   |       |       |       |       |       |       |       |       |       |       |       |       |       |       |       |       |
| 第13話   | また始まる         | 黒田洋介          | 爽田夏央   | 爽田夏央   | 小松麻美、湯川純                                            | 6月25日        | Vol.15            | 第7巻   |       |       |       |       |       |       |       |       |       |       |       |       |       |       |       |       |

### 放送局
| 放送地域   | 放送局       | 放送期間                 | 放送日時                     | 放送系列 | 備考             |  |
| 第1期      | 第1期        | 第1期                    | 第1期                        | 第1期    | 第1期            |  |
| ---------- | ------------ | ------------------------ | ---------------------------- | -------- | ---------------- |  |
| 関東広域圏 | 東京放送     | 2007年4月13日 - 9月28日  | 金曜 1:25 - 1:55（木曜深夜） | TBS系列  | 製作委員会参加   |  |
| 近畿広域圏 | 毎日放送     | 2007年4月14日 - 10月20日 | 土曜 17:30 - 18:00           | TBS系列  | 製作委員会参加   |  |
| 中京広域圏 | 中部日本放送 | 2007年4月19日 - 10月4日  | 木曜 2:15 - 2:45（水曜深夜） | TBS系列  |                  |  |
| 北海道     | 北海道放送   | 2007年4月22日 - 10月7日  | 日曜 2:10 - 2:40（土曜深夜） | TBS系列  |                  |  |
| 福岡県     | RKB毎日放送  | 2007年4月22日 - 10月7日  | 日曜 2:45 - 3:15（土曜深夜） | TBS系列  |                  |  |
| 日本全域   | BS-i         | 2007年4月27日 - 10月12日 | 金曜 0:30 - 1:00（木曜深夜） | TBS系列  | BS放送           |  |
| 日本全域   | アニマックス | 2007年5月11日 - 10月19日 | 金曜 22:00 - 22:30           | CS放送   | リピート放送あり |  |
| 第2期      |              |                          |                              | CS放送   |                  |  |
| 関東広域圏 | TBSテレビ    | 2010年4月2日 - 6月25日   | 金曜 1:25 - 1:55（木曜深夜） | TBS系列  | 製作委員会参加   |  |
| 近畿広域圏 | 毎日放送     | 2010年4月2日 - 6月25日   | 金曜 1:50 - 2:20（木曜深夜） | TBS系列  | 製作委員会参加   |  |
| 中京広域圏 | 中部日本放送 | 2010年4月9日 - 7月2日    | 金曜 2:00 - 2:30（木曜深夜） | TBS系列  |                  |  |
| 日本全域   | BS-TBS       | 2010年4月25日 - 7月18日  | 日曜 0:30 - 1:00（土曜深夜） | BS放送   |                  |  |
| 日本全域   | アニマックス | 2010年5月25日 - 8月21日  | 火曜 19:00 - 19:30           | CS放送   | リピート放送あり |  |

### 日本国外での放送
各国のアニマックスで放送されている。韓国では2008年4月より韓国アニマックスで、香港では2008年7月より香港アニマックスで、台湾では2008年7月より台湾アニマックスで放送。
第一期のライセンスは北米ではFUNimation Entertainmentと契約され、huluなどの動画サイトや、英語のアフレコと英語の字幕突きのDVDが発売された。が、売り上げがかなり低かったため、北米アニメファンの本作品に対する需要は低いという判断から、第二期のライセンス契約は見送られた。これにより北米では第二期を視聴する合法的な方法がなくなった。
北米でメジャーなアニメーレビューサイトであるAnimeNewsNetworkでは、「脚本も演出も声優の質も高いが、永遠にうじうじした主人公が視聴者をいらだたせる点がマイナス」と評価されている。
ブルネイ・インドネシア・マレーシア・フィリピン・シンガポール・タイ・ベトナム・インドでもアニマックスの現地法人でそれぞれ放送されている。
台湾アニマックスでは中国語吹き替え版と日本語オリジナル版が放送されている。日本語版は主に深夜。
- 台湾中国語版キャスト
  - 三橋廉 - 鄭仁君
  - 阿部隆也 / 泉孝介 / 高瀬準太 - 吳文民
  - 田島悠一郎 / 沖一利 / 加具山直人 / 仲沢利央 - 何志威
  - 花井梓 / 志賀剛司 / 浜田良郎 / 河合和己 / 島崎慎吾 - 劉傑
  - 栄口勇人 / 水谷文貴 / 榛名元希 / 叶修悟 - 林谷珍
  - 西広辰太郎 / 篠岡千代 / 秋丸恭平 / 三橋瑠里 - 林美秀

## 関連メディア展開
各種アニメ雑誌とグッズを中心に展開。イベントDVD、DS専用ゲームソフトについては後述を参照。

### 書籍

#### 一般向け書籍
- おおきく振りかぶって FANBOOK（洋泉社） - オフィシャルガイドブックと同時期に発売されたファンブック。過去のアニメ雑誌などに掲載されたインタビューの再録とアニメ内のデータ考察が中心となっている。公式ホームページにおいて発売が告知されていない。
- アニメージュ（徳間書店）
- アニメディア
- オトナアニメ（洋泉社）
- アニカンR
- アニメーションノートNo7（誠文堂新光社刊）
- メイキングボックス（エムディエヌコーポレーション）
- クチコミ投稿マガジン（学習研究社）
- ニュータイプ（角川書店）
- おおきく振りかぶって 熱闘グラフ-あの夏を焦がした試合&選手 記録集（角川書店）
- おおきく振りかぶって〜夏の大会編〜FANBOOK（洋泉社）
- オトナアニメ Vol.17（洋泉社）
- おおきく振りかぶって ポストカードBOOK（学研）

#### 女性向け書籍
- PASH!アニメーションファイル01「おおきく振りかぶって」（主婦と生活社） - 2008年5月10日に刊行されたオフィシャルガイドブック。テレビアニメのストーリーダイジェスト、各チームのスコアブック、選手データ、投球フォーム解説、スタッフ・キャストインタビューといったデータ本としての性質。描き下ろしの表紙および過去のアニメ雑誌掲載描き下ろしイラストの再掲載、背景美術集などビジュアルブックとしての性質を併せ持つ。
- PASH!（主婦と生活社） - 公式提携雑誌の中で最も情報が多い女性向けアニメ雑誌。紙上や同紙運営のラジオにおいて数々の提携イベントを行っている。
- プリンスアニメージュ（徳間書店） - 女性向けキャラクター雑誌。女性をときめかす王子様キャラクターとして三橋と阿部が表紙にノミネートされている。
- 声優グランプリ（主婦の友インフォス情報社）
- Charaberry's（エンターブレイン）
- ニュータイプ Romance（角川書店）
- おおきく振りかぶって〜夏の大会編〜PASH! ANIMATION FILE 06（主婦と生活社）

### グッズ
- ムービックおよびアニメイトよりぬいぐるみ、トレーディングカード、キャラクターアイテムなど多数のグッズが発売。
- ユージンよりマスコットフィギュアが発売。カプセルトイ形式とボックス形式の2種販売で、第二弾まで発売。第一弾は市販品とイベント限定品の2種類が存在している。限定品は後にメーカーサイトで通信販売が行われ、さらにフィギュアイベント『COMIC CITY SPARK3』のYUJINブースにおいても販売された。限定品の一般販売はなされていない。

### オフィシャルイベント

#### コミックマーケット72
- 2007年8月17日・19日に東京国際展示場で開催。アニプレックス・ブースにて本作品が出展された。国際展示場駅に大型のポスターが壁一面に張り出され宣伝された。特典としてオリジナルステッカーを配布。またDVD1巻から5巻・サウンドトラックCDの購入者にオリジナルクリアポスターが配布された。
- 12月29日・31日にて第2回を開催。前回と同じくブース内にてステッカーやポスターが配布された。

#### TBSアニメフェスタ2007
2007年8月11日、12日に文京シビックホールにて開催されたイベント。ゲストは代永翼、中村悠一、早水リサの3名。

#### おおきく振りかぶって 〜オレらの夏は終わらない
出演声優によるイベント。司会はニッポン放送アナウンサーの吉田尚記。名場面集ビデオで始まる。会場では『おおきく振りかぶってマスコットフィギュアスペシャルパッケージ』が先行販売され、アニメイトグッズも同時に販売された。グッズ販売会を除いた後半部分は後にDVD化された。アニメイト各店では予約特典としてDVD特典DJCDの未収録分・DJCD「西浦高校放送室　延長戦」がつくほか、後日宣伝ポスターとポストカードの配布イベントの引換券が渡された。DVDではカットされているが、宮野真守のビデオレター出演に加えて、ひぐちアサがゲストとしてステージに上がった。

##### 主なコーナー
キャストが選ぶ好きなシーン
キャストが自分で演じた場面が多い。
生アフレコ〜もしアノ人がアノ役だったら〜
映像に合わせてキャストを入れ替えてアフレコする。花輪英司と杉山紀彰はこのコーナーから登場。
TV未放送シーンアテレコ
アニメではカットされた「プロテイン」の一部始終と、篠岡とアイちゃんのやりとりを漫画の絵に合わせて新たにアテレコ。また三橋の誕生日を祝うシーンの再アフレコも行われ、声優陣による「ハッピーバースデー」の合唱もあった。更にイベント開催の2月生まれの鈴木千尋、中村悠一、早水リサの為に誕生日ケーキが用意されて、2度「ハッピーバースデー」を歌った。
特別編「基本のキホン」Aパート
DVD発売に先駆けて上映。松風雅也はこの場面から登場。
プレゼント抽選会
サイン入りメガホンやポスターなどにキャスト全員のサイン入り色紙、代永の台本などが抽選でプレゼントされた。
フィナーレ
出演者達それぞれのお別れのコメント。主題歌「ドラマチック」をキャスト陣と会場の観客とで歌う。
アンコール
アンコールに応えて出演者達が再びステージに。

#### TBSアニメフェスタ2010
2010年8月7日、8日に文京シビックホールにて開催されたイベント。ゲストは代永翼、中村悠一、早水リサ、水島努監督。

#### その他イベント
おおきく振りかぶってDVD発売記念イベント
2007年6月30日とらのあなで行われたトークショー。ゲストは代永翼、中村悠一の2名。来場者には特典としてDVD告知B2ポスターが配られた。
おおきく振りかぶってイベントDVD発売記念イベント
5月31日・6月1日にアニメイト渋谷、アニメイト横浜、アニメイト天王寺、アニメイト京都店で行われた前述のポスターお渡し会。引渡し役には代永翼、下野紘が起用された。
COMIC CITY SPARK3
2008年9月28日に開催されたイベント。YUJINブースにて上記のイベントおよび通販にて販売されたフィギュアのメーカー保管分約150個が販売された。

## WEBラジオ
- タイトル - 西浦高校放送室
- パーソナリティ - 代永翼（三橋廉 役）、中村悠一（阿部隆也 役）
- 配信サイト - oofuri.com内
- 配信期間 - 2010年４月１日 - 12月９日（隔週木曜日配信）
- ゲスト
  - 第1・2回 - 谷山紀章（花井梓 役）
  - 第3・4回 - 下野紘（田島悠一郎 役）
  - 第5・6回 - 福山潤（泉孝介 役）
  - 第7・8回 - 鈴木千尋（栄口勇人 役）
  - 第9・10回 - 佐藤雄大（沖一利 役）、角研一郎（水谷文貴 役）
  - 第11・12回 - 保村真（巣山尚治 役）
  - 第13・14（最終）回 - 木村良平（西広辰太郎 役）

## ゲーム

### ネイティブゲームアプリ
『おおきく振りかぶって』
フィーチャーフォン用のコミゲー講談社によるゲームの有料のアプリ配信。スペースアウトの開発。2007年2月19日に発売。現在は配信終了。
基礎体力＆合宿編と試合編の二つのパートからなる。育成野球シミュレーションゲーム。

### コンシューマーゲームソフト
『おおきく振りかぶって ホントのエースになれるかも』

ニンテンドーDSゲーム化作品。ガイズウェアが開発しマーベラスエンターテイメントより2007年12月13日に発売。ジャンルは「野球生活シミュレーション」。

## 舞台

### 初演・再演
舞台『おおきく振りかぶって』というタイトルで、2018年2月2日から12日にサンシャイン劇場にて上演された。 脚本・演出は演劇集団キャラメルボックスの成井豊。舞台版第3弾となる新作「おおきく振りかぶって 秋の大会編」とのダブルヘッダー特別公演と銘打ち、2020年2月14日から2月24日に公演回を分けてサンシャイン劇場にて再演された。再演のキャストは#秋の大会編を参照。

#### 出演
西浦高校
- 三橋廉（一年・投手） - 西銘駿
- 阿部隆也（一年・捕手） - 猪野広樹
- 百枝まりあ（監督） - 久住小春
- 花井梓（一年・外野手） - 白又敦
- 田島悠一郎（一年・三塁手） - 納谷健（劇団Patch）
- 泉孝介（一年・中堅手） - 安川純平
- 栄口勇人（一年・二塁手） - 竹鼻優太（演劇集団キャラメルボックス）
- 水谷文貴（一年・外野手） - 湯本健一
- 西広辰太郎（一年・外野手） - 亀井賢治
- 沖一利（一年・一塁手） - 関根翔太（演劇集団キャラメルボックス）
- 巣山尚治（一年・遊撃手） - 元木諒（演劇集団キャラメルボックス）
- 篠岡千代（一年・マネージャー） - 澤田美紀（ミュージカルカンパニー イッツフォーリーズ）
- 志賀剛司（顧問） - 筒井俊作（演劇集団キャラメルボックス）

桐青高校
- 高瀬準太（二年・投手） - 金井成大
- 河合和己（三年・捕手） - 加藤潤一（劇団プレステージ）
- 島崎慎吾（三年・二塁手） - 松本祐一

武蔵野第一高校
- 榛名元希（二年・投手） - 平田雄也
- 秋丸恭平（二年・捕手） - 川隅美慎
- 加具山直人（三年・投手） - 島野知也（演劇集団キャラメルボックス）

三星学園
- 叶修悟（一年・投手） - 石渡真修
- 織田裕行（一年・一塁手） - 鶏冠井孝介
- 畠篤史（一年・捕手） - 吉田英成（InnocentSphere）

### 夏の大会編
舞台『おおきく振りかぶって 夏の大会編』というタイトルで、2018年9月6日から9月17日にサンシャイン劇場にて、9月28日から9月30日に梅田芸術劇場 シアター・ドラマシティにて上演。脚本・演出は初演に引き続き、演劇集団キャラメルボックスの成井豊。

#### 出演
西浦高校
- 三橋廉 - 西銘駿
- 阿部隆也 - 猪野広樹 / 大橋典之（Wキャスト）
- 百枝まりあ - 渡邊安理
- 花井梓 - 白又敦
- 田島悠一郎 - 一色洋平
- 泉孝介 - 安川純平
- 沖一利 - 中村嘉惟人
- 栄口勇人 - 副島和樹
- 水谷文貴 - 湯本健一
- 西広辰太郎 - 亀井賢治
- 巣山尚治 - 元木諒
- 篠岡千代 - 澤田美紀

美丞大狭山高校
- 滝井朋也（監督） - 吉村卓也
- 仲沢呂佳（コーチ） - 多田直人
- 倉田岳史（三年・捕手） - 武子直輝
- 竹之内善斗（三年・投手） - 中村太郎
- 矢野淳（三年・二塁手） - 倉冨尚人
- 宮田直正（三年・捕手） - 小川慧
- 鹿島匠（三年・投手） - 島野知也
- 和田誠（三年・中堅手） - 矢野聖

桐青高校
- 河合和己（三年・捕手） - 加藤潤一

崎玉高校
- 佐倉大地（一年・捕手） - 近藤頌利
- 市原豊（二年・投手） - 前田隆太朗
- 小山大樹（三年・遊撃手） - 大村わたる

### 秋の大会編
舞台『おおきく振りかぶって 秋の大会編』というタイトルで、初演の再演とのダブルヘッダー特別公演と銘打ち、2020年2月14日から2月24日に公演回を分けてサンシャイン劇場にて上演。脚本・演出は初演・夏の大会編に引き続き、演劇集団キャラメルボックスの成井豊。

#### 出演
西浦高校
- 三橋廉 - 西銘駿
- 阿部隆也 - 大橋典之
- 百枝まりあ - 渡邊安理
- 花井梓 - 白又敦
- 田島悠一郎 - 大野紘幸
- 泉孝介 - 安川純平
- 栄口勇人 - 竹鼻優太
- 沖一利 - 中村嘉惟人
- 水谷文貴 - 湯本健一
- 巣山尚治 - 齋藤健心
- 西広辰太郎 - 亀井賢治
- 篠岡千代 - 澤田美紀
- 志賀剛司 - 筒井俊作

武蔵野第一高校
- 榛名元希 - 神永圭佑
- 秋丸恭平 - 佐伯亮
- 加具山直人 - 島野知也

桐青高校
- 高瀬準太 - 越智友己
- 河合和己 - 永岡卓也
- 島崎慎吾 - 松本祐一

三星学園
- 叶修悟 - 西川俊介
- 織田裕行 - 鶏冠井孝介
- 畠篤史 - 吉田英成